# 尼尔·麦克劳德
尼尔·麦克劳德（英語：Neil McLeod，1952年9月14日—），新西兰前男子曲棍球运动员。他曾代表新西兰国家队参加1976年夏季奥林匹克运动会曲棍球比赛，获得一枚金牌。